# 19 v. Chr.
Portal Geschichte | Portal Biografien | Aktuelle Ereignisse | Jahreskalender | Tagesartikel

◄ |
2. Jahrhundert v. Chr. |
1. Jahrhundert v. Chr. |
1. Jahrhundert |
►

◄ | 30er v. Chr. | 20er v. Chr. | 10er v. Chr. | 0er v. Chr. |
0er |
►

◄◄ | ◄ | 22 v. Chr. | 21 v. Chr. | 20 v. Chr. | 19 v. Chr. |
18 v. Chr. |
17 v. Chr. |
16 v. Chr. |
► |
►►
Staatsoberhäupter

## Ereignisse

### Politik und Weltgeschehen
- 27. März: Prokonsul Lucius Cornelius Balbus Minor wird für seinen Sieg über das in Fessan ansässige Berbervolk der Garamanten mit einem Triumphzug geehrt. Ob er bei diesem zweijährigen Feldzug die garamantische Hauptstadt Garama zerstörte, ist heute umstritten.
- Der römische Kaiser Augustus übernimmt die allgemeine Leitungsgewalt über die Konsuln.
- Marcus Vipsanius Agrippa, Schwiegersohn des Augustus und Statthalter im jenseitigen Gallien, bringt den Kantabrischen Krieg zu einem siegreichen Abschluss für das Römische Reich.

### Wissenschaft und Technik

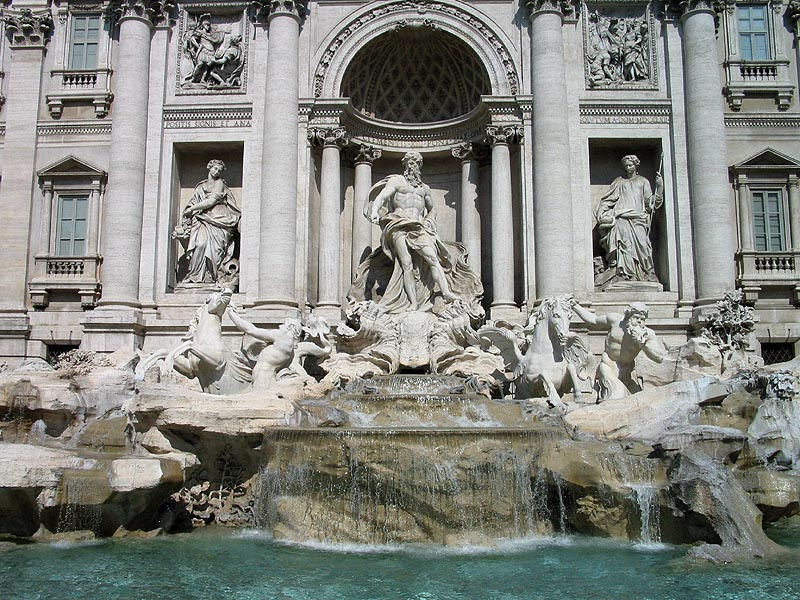
Der Trevi-Brunnen, gespeist von der Aqua Virgo

- 9. Juni: Die Aqua Virgo wird als sechstes Aquädukt nach Rom in Betrieb genommen. Die Wasserversorgung damit funktioniert noch heute und speist unter anderem den Trevi-Brunnen.
- Marcus Vipsanius Agrippa lässt in seiner zweiten Statthalterschaft in Gallien ein Straßennetz mit dem Ausgangspunkt Lugdunum bauen, um schnellere Truppenbewegungen möglich zu machen. Er lässt verschiedene Bauwerke errichten, unter anderem Aquädukte und Amphitheater.

### Kultur
- Im Todesjahr Vergils wird sein berühmtes Epos Aeneis veröffentlicht.

## Geboren
- 19/18 v. Chr.: Iulia, römische Adlige († 28 n. Chr.)
- um 19 v. Chr.: Domitia, römische Adlige († 59 n. Chr.)

## Gestorben

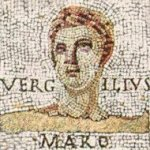
Vergil (Mosaik)

- 21. September: Vergil, römischer Dichter (* 70 v. Chr.)
- Dongmyeong von Goguryeo, Gründer des Königreiches Goguryeo (* 58 v. Chr.)
- Marcus Egnatius Rufus, römischer Politiker
- 19/18 v. Chr.: Tibull, römischer Dichter (* um 55 v. Chr.)